# Вудс, Саймон
Саймон Вудс (англ. Simon Woods) — британский актёр кино и телевидения, драматург, сценарист. Наибольшую известность в актёрской карьере получил благодаря ролям мистера Бингли в экранизации «Гордости и предубеждения» 2005 года и Октавиана в англо-американском сериале «Рим».

## Биография
Вудс посещал колледж Итон. После этого изучал английский в Магдален колледже в Оксфорде. После окончания Оксфорда короткое время работал в The Guardian, прежде чем стать актёром.
Во время учёбы в Оксфорде два года встречался с актрисой Розамундой Пайк. Позже они вместе играли влюблённую пару в «Гордости и предубеждении».
В 2008 году Вудс закончил актёрскую карьеру. Некоторое время он жил в Америке и работал волонтёром в штабе Хиллари Клинтон в результате знакомства с её дочерью во время учёбы в Оксфорде. С 2009 года Вудс жил частной жизнью, воспитывая двух дочерей в браке с ведущим дизайнером Burberry Кристофером Бейли. В это время он начал писать.
В 2019 году первая пьеса Саймона Вудса «Повестка дня» появилась на сцене Королевского национального театра с известными актёрами Алексом Дженнингсом и Линдси Данкан в главные роли. В разработке у автора новая пьеса, фильм по заказу BBC и телесериал.

## Фильмография
| Год  | Фильм                    | Роль                  | Заметки    |
| ---- | ------------------------ | --------------------- | ---------- |
| 2003 | Последний король         | капитан Черчилль      | 1 эпизод   |
| 2003 | Кэмбриджские шпионы      | Чарли Дживенс         | 1 эпизод   |
| 2004 | Война Фойла              | Гревиль Вудс          | 1 эпизод   |
| 2005 | Сестра королевы          | Родди Ллевеллин       |            |
| 2005 | Елизавета I              | Гиффорд               | 1 эпизод   |
| 2005 | Гордость и предубеждение | Чарльз Бингли         |            |
| 2005 | Вывернутые сказки        | Зак                   |            |
| 2006 | Призраки                 | Роуэн                 | 2 эпизода  |
| 2006 | Попасть в десятку        | Джош                  |            |
| 2006 | Пенелопа                 | Эдвард Вандерман      |            |
| 2007 | Крэнфорд                 | доктор Фрэнк Харрисон | 5 эпизодов |
| 2007 | Рим                      | Октавиан Август       | 7 эпизодов |
| 2007 | Ангел                    | Клайв Феннелли        |            |
| 2007 | Хочу конфетку            | Актёр в фильме        |            |
| 2008 | Санни и слон             | Николас               |            |
| 2008 | Давнее свидание          | Тайлер                |            |